# Каркас вебзастосунків
Каркас вебзастосунків, вебфреймворк (англ. Web framework) — програмний каркас, призначений для створення вебзастосунків, служб або ресурсів. Він спрощує розробку, частково за рахунок автоматизації, і позбавляє від необхідності написання рутинного коду. Більшість каркасів спрощують доступ до баз даних, також зменшують дублювання коду.

## Архітектура
Велика частина каркасів вебдодатків реалізує шаблон проектування Модель-вид-контролер (MVC). Однак, також можуть використовуватися й інші шаблони, наприклад, Model-View-Presenter (Backbone.js) або Model-View-ViewModel (Knockout.js).
Веб каркаси можна також за рівнем абстракції умовно розділити на 3 типи:
- Засновані на запитах: каркас безпосередньо обробляє вхідні запити. Збереження стану відбувається за рахунок серверних сесій. Приклади: Django, Ruby on Rails, Struts, Grails, Symfony.
- Засновані на компонентах: каркас абстрагує обробку запитів всередині стандартних компонентів і самостійно стежить за станом. Своєю поведінкою дані каркаси нагадують стандартні програмні графічні інтерфейси. Приклади: JavaServer Faces, Apache Tapestry, Wicket.
- Rich Internet Application-каркаси: служать для розробки повноцінних додатків, що запускаються всередині браузера. Приклад: Apache Flex